# Federação das Indústrias do Estado de Sergipe
A Federação das Indústrias do Estado de Sergipe (FIES) é a entidade de representação das indústrias do estado de Sergipe. Sedia-se na cidade de Aracaju.
A FIES foi fundada em 30 de abril de 1948, tendo como principal objetivo "estudar, defender e coordenar os interesses das categorias econômicas representadas pelos sindicatos patronais da indústria e com o intuito de colaborar com o sistema confederativo a que pertence, como entidade técnica e consultiva, na busca do desenvolvimento, da solidariedade social, intercâmbio técnico, econômico e sindical." O Sistema FIES é composto pelo SESI, SENAI, IEL e sindicatos patronais da indústria de Sergipe:
Seu presidente é Eduardo Prado de Oliveira. Seu Projeto de Interiorização tem promovido cursos técnicos gratuitos para a população do estado.